# Перерваний захід на посадку

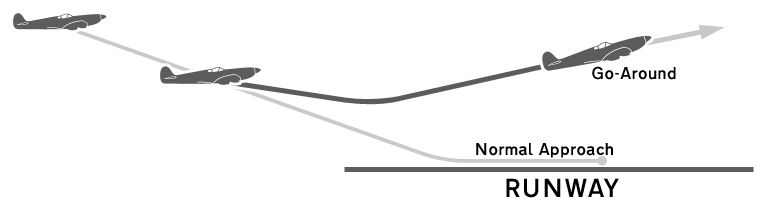
Процедура перерваного заходу на посадку

Перерваний захід на посадку (англ. Go-around) — маневр в авіації, який виконує екіпаж повітряного судна який знаходиться на кінцевому заході на посадку, під час ухвалення рішення про неможливість продовження заходу на посадку. Відомий також як вихід на друге коло.

## Ухвалення рішення про відхід на друге коло
Рішення про виконання процедури перерваного заходу на посадку приймає командир повітряного судна (КПС) відповідно до описаних у чинних правилах критеріїв. У разі, якщо до моменту досягнення ВПС відповідне рішення не прийнято КПС, вихід на друге коло повинен виконати другий пілот.